# Александър Зехтинджиев
Александър Зехтинджиев е български офицер, командващ Вътрешни войски.

## Биография
Родени е на 5 декември 1941 г. в Банско. Учи във военното училище в Търново, което завършва през 1964 г. Разпределен е на служба в Гара Пирин. През годините преминава от командир на взвод до командир на полк в поделенията на Кресна и Сандански. Назначен е за Началник-щаб на дивизията в Благоевград през 1980 г. Прекарва там две години. Изпратен е да учи в Генерал-щабната академия в Москва от 1982 – 1984 г. След завръщането си от Москва става командир на поделението в Станке Димитров. През 1986 г. е назначен за Началник-щаб на Вътрешни войски. По-късно става Командващ Вътрешни войски, на който пост остава до смъртта си през януари 1992 г.